# Hartmut Schreiber
Hartmut Schreiber (n. 28 ianuarie 1944, Wittlich, Renania-Palatinat, Germania) este un canotor ce a reprezentat Republica Democrată Germană, medaliat olimpic. A participat la o ediție a Jocurilor Olimpice (1972) în care a câștigat o medalie de bronz.

## Participări
Lista de mai jos prezintă principalele competiții la care a participat Hartmut Schreiber de-a lungul carierei.
- rowing at the 1972 Summer Olympics – men's eight[*][4]